# Edmundo O’Gorman
Edmundo O’Gorman (geb. 24. November 1906 in Coyoacán bei Mexiko-Stadt; gest. 28. September 1995 in Mexiko-Stadt) war ein mexikanischer Schriftsteller, Historiker und Philosoph.
Er war der Bruder des Architekten und Malers Juan O’Gorman (1905–1982) und der Sohn des Malers und Ingenieurs Cecil Crawford O’Gorman (1874–1943), der 1895 aus Irland eingewandert war. Er war der Enkel von Charles O’Gorman, dem ersten britischen Konsul in Mexiko-Stadt, der später mit einer mexikanischen Bürgerin verheiratet war.
Edmundo O’Gorman studierte Rechtswissenschaften an der Nationalen Autonomen Universität von Mexiko (UNAM), wo er in Philosophie und Geschichte promovierte. Er war nacheinander im Archivo General de la Nación, der Academia Mexicana de la Lengua (Mexikanische Akademie für Spanische Sprache) und der Academia Mexicana de la Historia tätig, deren Direktor er von 1972 bis 1987 war.

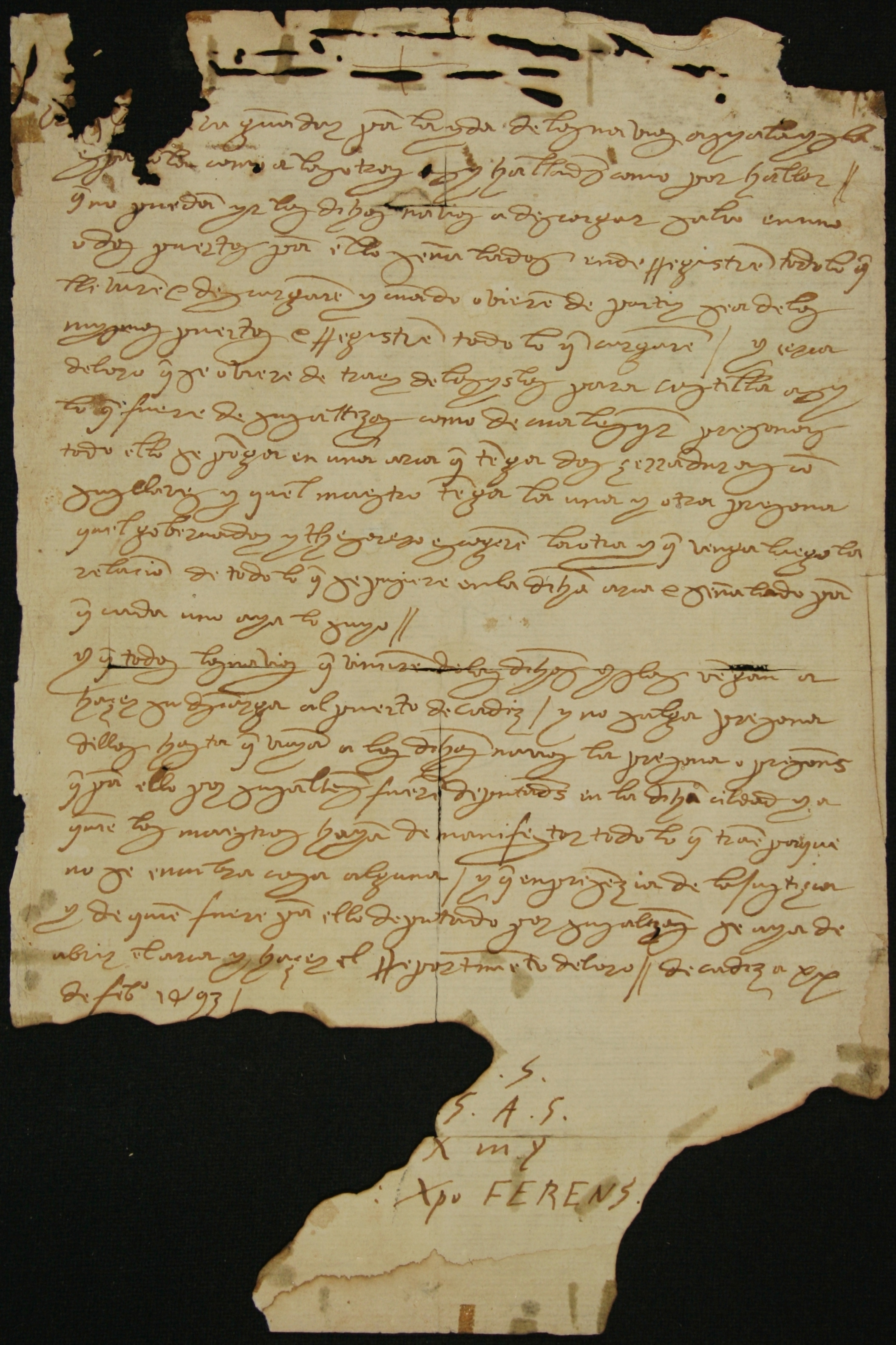
O’Gorman-Kolumbus-Manuskript, unterschrieben von Christoph Kolumbus am 20. Februar 1493

Sein berühmtestes Buch ist vermutlich Die Erfindung von Amerika (spanisch: La invención de América, 1958), worin er argumentiert, dass Amerika nicht „entdeckt“, sondern „erfunden“ worden sei, um die Existenz eines fünften Kontinents in der Weltsicht des Westens zu ermöglichen; und um die Einwohner zu „retten“; die Europäer hätten den Ureinwohnern Amerikas ihre Kultur auferlegt und sie versklavt.
O’Gorman war einer der Begründer postkolonialistischer Studien.
Er gewann 1974 den Nationalpreis für Wissenschaften und Künste in der Sparte Sprache und Literatur (zusammen mit José Chávez Morado), den zwei Jahre zuvor auch sein Bruder Juan in der Sparte Schöne Künste erhalten hatte.
Er ist auch als Herausgeber hervorgetreten. Für die mexikanische Buchreihe Sepan Cuantos beispielsweise steuerte er seine Historia de las divisiones territoriales de México (Geschichte der Verwaltungseinheiten in Mexiko) bei und wirkte – bisweilen zusammen mit anderen Fachgelehrten – in dieser Reihe an der Herausgabe und als Verfasser von Vorworten und Anhängen, der Kommentierung usw. einiger weiterer Bände mit.
Das Grabmal von Edmundo O’Gorman befindet sich in der Rotonda de las Personas Ilustres (Rotunde berühmter Menschen) in Mexiko-Stadt.

## Publikationen

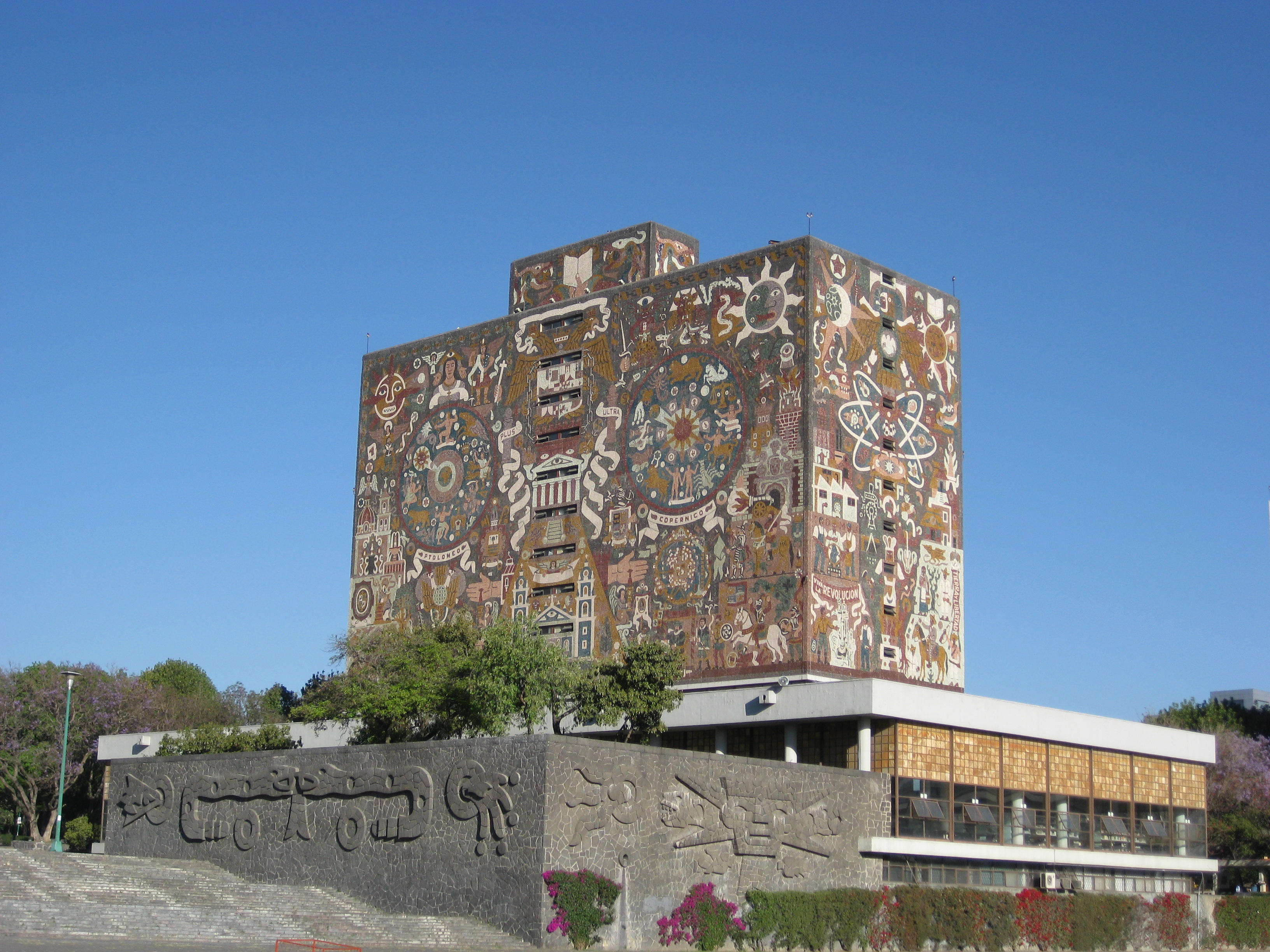
Zentralbibliothek der Universidad Nacional Autónoma de México (UNAM)
Architekt: Juan O’Gorman

- Historia de las divisiones territoriales de México (1937).
- Historia natural y moral de las Indias, del padre José de Acosta (1940).
- Fundamentos de la historia de América (1942).
- Crisis y porvenir de la ciencia histórica (1947).
- Fundamentos de la historia de América (1951).
- La idea del descubrimiento de América. Historia de esa interpretación y crítica de sus fundamentos (1951, 1976),
- La invención de América. Investigación acerca de la estructura histórica del Nuevo Mundo y del sentido de su devenir (1958, 1977).
- La supervivencia política novohispana (1961).
- Historia de las divisiones territoriales de México (1968 [1966] Colección Sepan cuantos …, 45)
- México el trauma de su historia (1977).
- Destierro de Sombras (1986).